# Station Zehden
Station Zehden was een spoorwegstation in de Poolse plaats Cedynia (voor 1945: Zehden). 